# Лужки (Палехский район)
Лужки́ — деревня в Палехском районе Ивановской области. Входит в Раменское сельское поселение.

## География
Находится в 6,5 км к северо-западу от Палеха.

## Население
| 1859 | 1905 | 2010 |
| ---- | ---- | ---- |
| 233  | ↘152 | ↗202 |

## Инфраструктура
Имеется медпункт, почтовое отделение, дом культуры.

## День деревни
Годовой праздник деревни Лужки — 5 июля f. Архивировано из оригинала 9 декабря 2012 года..

## Экономика
Основное предприятие — СПК «Лужки» (бывший колхоз «Большевик»).